# Gabriela Sauer Kolčavová
Gabriela Sauer Kolčavová (* 1977 Boskovice) je česká fotografka, lektorka a překladatelka. Věnuje se také psaní knih o zdravém vaření. Vystavuje v České republice i v zahraničí.

## Životopis
Po ukončení střední školy vystudovala na Pedagogické fakultě Masarykovy univerzity učitelství výtvarné výchovy a anglický jazyk. V roce 2004 absolvovala obor umělecká fotografie na University of North Texas ve Spojených státech amerických. Získala titul Master of Fine Arts (anglosaský ekvivalent titulu magistr umění). Také zde vyučovala.
Od roku 2006 působí jako lektorka a fotografka v České republice. Věnuje se volné tvorbě a výtvarným edukativním aktivitám pro děti i dospělé. Spolupracuje  s muzei a galeriemi, angažuje se na festivalech. Například lze jmenovat brněnské Muzeum romské kultury, Vilu Tugendhat, Středisko volného času Lužánky, Prostor Boskovice (kulturní a komunitní centrum). Žije ve Vratíkově u Boskovic.
Její tvorbu lze nalézt v soukromých sbírkách ve Spojených státech amerických, v České republice, ve Spojeném království nebo ve sbírkách uměleckých institucí, jako je například George Eastman House, Muzeum umění Houston, americká Amity Art Foundation (iniciativa na podporu umění) nebo v brazilské sbírce „Joaquim Paiva Collection“ v Rio de Janeiru.
Patří k zakladatelkám skupiny Sisters in Photography, kterou tvoří ženy více generací (Eva Bystrianská, Lenka Grabicová, Jolana Havelková, Jana Hunterová, Gabriela Sauer Kolčavová, Tereza Kopelentová, Tereza Jobová, Wlasta Laura, Eva Mořická, Michaela Pospíšilová Králová, Bára Prášilová, Dita Pepe, Kateřina Sýsová, Petra Vlčková). Vedle inspirace zahraničními ženskými fotokluby chtějí v Česku navázat na tradici převážně mužských fotoklubů s přidáním feministické tradice sesterství. První kolektivní výstavou Sister of a Sister of a Sister se prezentovaly v březnu roku 2025 v Leica Gallery Praha.

## Tvorba
Podle vlastních slov má ráda řemeslo klasické fotografie a celý proces tvorby. Často pracuje s deskovými fotoaparáty a používá alternativní a historické fotografické procesy. Preferuje černobílou fotografii. Fotografií zaznamenává osobní vztahy, klidné chvíle mezi přáteli a své cesty po České republice i po Spojených státech amerických.

#### Výběr autorských výstav
- 2002 – Galerie Otakara Kubína Boskovice, Česká republika
- 2003 – Galerie Lužánky, Brno, Česká republika
- 2004 – McLennan Community College LTC Art Gallery[8], Waco, USA
- 2004 – „Beads on a String“, MFA Photography Show, Cora-Stafford Gallery[9], Denton, USA
- 2006 – University of Mary Hardin Baylor, Belton[10], USA
- 2006 – Galerie Zámecký Skleník, Boskovice, Česká republika
- 2007 – Lodžské umělecké centrum, Šestý mezinárodní fotografický festival v Lodži, Polsko
- 2009 – „Hair Records“, Mendelianum, Brno, Česká republika
- 2012 – „Us“, Galerie 34 Jaroslava Pulicara, Brno, Česká republika
- 2013 – „Purnima“, Knihovna Jiřího Mahena, Brno, Česká republika
- 2014 – PhotoVisa 2014, Rusko

- 2015 – Kamala, Galerie Fuducia, Ostrava, Brno, Česká republika[11]
- 2019 – FotoFest Houston Velvet Generation, České centrum Museum Houston, USA[1]
- 2021 – A den měl sto hodin, Galerie Valchařská, Brno, Česká republika[12]

Společně s dalšími fotografy vystavovala na purkrabství hradu Klenová v létě 2023. V rámci výstavy „U nás“ reflektovala návštěvu věže boskovického kostela Svatého Jakuba (Cycle, 2012–2016) a stěhování do vsi Vratíkov (Nový svět, 2019–2023).

### Publikace o vaření
- SAUER KOLČAVOVÁ, Gabriela. Mlsáme zdravěji: tipy pro zdravé pečení : recepty na chutné a zdravější cukroví, moučníky a koláče. Dobrá rada - inspirace pro ekologicky šetrný životní styl. Brno: EkoCentrum Brno, 2008. ISBN 978-80-86305-08-0.
- SAUER KOLČAVOVÁ, Gabriela. Nápadité a šetrné vaření: inspirace a rady pro nákup a zpracování potravin v souladu s přírodou. Dobrá rada - inspirace pro ekologicky šetrný životní styl. Brno: EkoCentrum Brno, 2011. ISBN 978-80-86305-18-9.
- SAUER KOLČAVOVÁ, Gabriela; SLÁMA, Vojtěch V.; FRANC, Roman a ŽIŽKA, Ondřej. You: never too close. Brno: Gabriela Kolčavová, 2014. ISBN 978-80-260-5775-8.[2]